# 冠越玩具
东莞冠越玩具有限公司是中華人民共和國廣東省東莞市虎門鎮歷史上已結業的一家玩具廠。

## 历史
成立於1995年10月，當時由和记港陆投資興建。冠越玩具一度是和記黃埔旗下公司。產品主要出口至其他國家，客戶有美泰。
从2001年开始，由于玩具厂大量出现，玩具代工行业竞争逐渐激烈。2004年，東莞當地出現民工荒，老板们不得不提高工资来招人，而原材料也在上涨。而代工产品却难提价。2006年，和记港陆的玩具部已处于亏损状态。2008年年初，《中华人民共和国劳动合同法》開始实施，此時又恰逢人民币升值以及2008年金融危机。2008年9月，李嘉诚將冠越玩具81%的股權拋售給身处美国的安德烈·艾理泽（Andre Ellert）。2008年11月14日，國務院總理温家宝到东莞考察，並一度在冠越玩具工厂进行了约半个小时的调研。
2009年开始，由于冠越玩具资金链紧张，訂單下滑，公司断断续续拖欠供应商货款。後來冠越玩具又要求美泰提前付款，甚至要求美泰先订料然后再交给自己加工。2011年5月，美泰结束了与冠越的合作。2011年7月30日，公司爆发了停工事件，2000多名员工由于30日还没拿到工资，担心老板跑路，于是停工表示不满。之後公司承诺在当天晚上12点钟之前发放。冠越玩具最終於2012年倒閉。